# Cibo Matto
Cibo Matto (comida louca, em italiano) foi uma banda da cidade de Nova Iorque, formada por uma dupla de japonesas, Yuka Honda e Miho Hatori, em 1994. Seu estilo de música é uma combinação de jazz, hip-hop, música brasileira, música africana e rock japonês. Mais tarde também contou com a participação de Sean Lennon.

## O início
Miho Hatori e Yuka Honda formaram Cibo Matto em 1994, com Yuka instrumentalista e Miho vocalista. Em 1995, Cibo Matto realizou um EP auto-intitulado em El Diablo Records. A EP chamou a atenção da Warner Bros Records, com quem fechou contrato um ano depois.
A Warner Bros Records realizou o primeiro álbum de Cibo Matto, Viva! La Woman. Cibo Matto significa em italiano “Comida louca”, várias músicas do álbum tem relação a comida, como “Know Your Chiken”, “Apple”, e “Birthday Cake”.
Depois de os clips de “Know Your Chiken” e “Sugar Water” fazerem sucesso na MTV, Cibo Matto apareceu em vários programas de televisão, como Oddville, Viva Variety e Buffy the Vampire Slayer (Buffy a caça Vampiros).
Em 1997, o Cibo Matto realizou um novo EP intitulado "Super Relax", que completou uma nova formação na banda, com os membros Sean Lennon, Timo Ellis e Duma Love entrando um pouco depois.
Yuka Honda e Miho conheceram Yoko Ono, então na Capitol Records, que as convidou para produzir um remix da canção "Talking To The Universe", para seu EP "Rising Mixes". No remix de "Talking To The Universe", Yuka e Miho adicionaram bateria, teclados, samplers e, claro, um rap de Miho. Depois de ouvir Miho e Yuka extocar, Yoko convidou-as a visitá-la. Nesta visita, Miho e Yuka conheceram Sean.
Em 1998, Sean Lennon realizou um álbum solo "Into the Sun", com a participação de Hatori e Ellis. "Into the Sun" foi produzido por Honda (com quem Ellis estava saindo na época). Honda, Hatori, Ellis e Love apareceram no vídeo clipe do single de Lennon “Home”.
Cibo Matto queria realizar o segundo álbum "Stereo ★ Type A em 1999", e assim aconteceu. Stereo ★ Type A  foi bem recebido pelos fãs e críticos de música também.

## O fim da banda
O grupo continuou em tocar em turnês até 2001. Em uma entrevista Honda afirmou:
| “ | "Cibo Matto partiu porque estava na hora. Sentimos a necessidade de avançar para a próxima etapa. Foi uma boa decisão, embora triste ao mesmo tempo. Coisas precisam crescer para fora dessas mesmas coisas às vezes." | ” |

Todos os membros de Cibo Matto realizaram material em carreira solo e colaboraram um com o outro.

## Reunião eHotel Valentine
O grupo anunciou seu retorno em 18 de março de 2011, para performar em um show beneficente para as vítimas do terremoto e tsunâmi de Tohoku em 2011. Com o sucesso do show e de outros subsequentes, o grupo anunciou uma turnê de reunião pelos Estados Unidos chamada "Yeah, Basically Cibo Matto" e começou a discutir o lançamento de um novo álbum.
O álbum Hotel Valentine, terceiro e último do grupo, foi lançado em 14 de fevereiro de 2014 (Dia dos Namorados em diversos países) contendo 10 músicas. Ele chegou a ficar em 168º lugar na Billboard 200.
Após diversas apresentações e algumas turnês, Cibo Matto anunciou novamente sua separação em 11 de dezembro de 2017, explicando que era "uma mudança positiva e necessária".

## Membros
- Yuka Honda: teclado, piano, órgão, cravo, synth e backing vocals
- Miho Hatori: vocais principais, percussão e violão acústico
- Sean Lennon: baixo, violão, bateria e backing vocals
- Timo Ellis: bateria, percussão, baixo, guitarra elétrica e acústica, violão e backing vocals
- Duma Love: percussão, vocais, mesa de DJ e beat box.

## Discografia

### Álbuns
- Viva! La Woman (1996)
- Stereo ★ Type A (1999)
- Hotel Valentine (2014)

### EPs
- Cibo Matto (1995)
- Super Relax (1997)

### Singles
- "Birthday Cake" 7" (1995)
- "Know Your Chicken" 7" (1996)
- "Working for Vacation" (1999)
- "Moonchild" (1999)
- "Spoon" (1999)